# جون فولر (سياسي)
جون فولر (بالإنجليزية: John Fowler)‏ هو سياسي أسترالي، ولد في 16 يوليو 1954 في سيدني في أستراليا.